# 墨西加人
墨西加人（發音：[meːˈʃiʔkaʔ] ⓘ）又译墨西卡人，是墨西哥谷的原住民族群，是使用古典纳瓦特尔语的纳瓦人的一支，创造了历史上著名的阿兹特克文明。由于其与近邻库尔瓦人的联系紧密，墨西加人也被一些学者称为库尔瓦-墨西加人。库尔瓦人于10世纪至12世纪居于托尔特克文明的旧都图拉，被认为是托尔特克人的后裔。墨西加人也因其最早的领袖特诺奇而得名特诺奇卡人。墨西加人在特斯科科湖上建立了他们的都城特诺奇蒂特兰，这是该民族的中心城市，但也有部分异议群体生活在特拉特洛尔科，这个城邦同样是他们自行建立的。墨西加人有时也会因现代定义而同“阿兹特克人”相挂钩，但后者涵盖范围广泛，代指一切墨西哥谷一带使用纳瓦特尔语的民族。

## 历史
前1200年，多个游牧民族进入墨西哥谷，其中就包括墨西加人。有文献称墨西加人在到来时遇到了托尔特克文明的残存部族。这些移民部族，包括墨西加人在内，据信都来自传说中的阿兹特兰。根据墨西加人传统的神话故事，他们听从守护神维齐洛波奇特利的指引而决定寻找新家园，他们被告知要寻找一只衔着蛇停在仙人掌上的老鹰，在那里建立新家。墨西加人在特斯科科湖上寻找到了这个记号，从而在湖上建立特诺奇蒂特兰。特诺奇蒂特兰的建成年代有两种说法，一种是1325年，一种是1345年。
在特诺奇蒂特兰北方，另外一支出走的墨西加人于1337年建立了特拉特洛尔科，意为“球形土丘之地”，后成为特诺奇蒂特兰人在墨西哥谷长期的竞争对手。
1427年，特诺奇蒂特兰和特斯科科、特拉科潘联合组成阿兹特克帝国，帝国此后利用军事力量支配了中墨西哥地区。1519年，西班牙殖民者到达中美洲，此后他们连同原住民盟友一齐将阿兹特克帝国消灭。
墨西加人建造过多个不同用途的庙宇。特诺奇蒂特兰的大神庙是双金字塔结构的大型建筑，两个金字塔分别祭祀雨神特拉洛克和太阳神维齐洛波奇特利。大神庙在阿兹特克人的世界观中和雨水、丰饶、战争、献祭等多个方面有所联系，同时也是墨西加人保护太阳及宇宙秩序的帝国使命的象征，并且是人祭活动最重要的场所。
现代国家墨西哥的国名便来源于墨西加人，特诺奇蒂特兰也是墨西哥首都墨西哥城的前身。

### 书目
- Andrews, James Richard. Introduction to classical Nahuatl. Norman: University of Oklahoma Press, 2003. ISBN 0-8061-3452-6.
- Berdan, Frances F. "Mesoamerica: Mexica." In Encyclopedia of Mexico: History, Society & Culture, edited by Michael S. Werner. Routledge, 1998.
- Evans, Susan Toby. "Postclassic Cultures of Mesoamerica." In Encyclopedia of Archaeology, edited by Deborah M. Pearsall. Elsevier Science & Technology, 2008.
- Keber, Eloise Quiñones. "Nahua Rulers, Pre Hispanic." In Encyclopedia of Mexico: History, Society & Culture, edited by Michael S. Werner. Routledge, 1998.
- Peregrine, Peter N., and Melvin. Ember, eds. 2002. Encyclopedia of Prehistory: Volume 5: Middle America. 1 online resource (XXIX, 462 pages) vols. Boston, MA: Springer US.
- Umberger, Emily. "Tezcatlipoca and Huitzilopochtli: Political Dimensions of Aztec Deities." In Tezcatlipoca: Trickster and Supreme Deity, edited by Baquedano Elizabeth, 83-112. University Press of Colorado, 2014.
- Umberger, Emily. "Antiques, Revivals, and References to the past in Aztec Art." RES: Anthropology and Aesthetics, no. 13 (1987): 62-105.
- Willermet, Cathy, Heather J.H. Edgar, Corey Ragsdale, and B. Scott Aubry. "Biodistances Among Mexica, Maya, Toltec, and Totonac Groups of Central and Coastal Mexico / Las Distancias Biológicas Entre Los Mexicas, Mayas, Toltecas, y Totonacas de México Central y Zona Costera." Chungara: Revista De Antropología Chilena 45, no. 3 (2013): 447-59.